# Tenuipalpus hurae
Tenuipalpus hurae är en spindeldjursart som beskrevs av De Leon 1967. Tenuipalpus hurae ingår i släktet Tenuipalpus och familjen Tenuipalpidae. Inga underarter finns listade i Catalogue of Life.